# Eunidia castanoptera
Eunidia castanoptera är en skalbaggsart som beskrevs av Aurivillius 1920. Eunidia castanoptera ingår i släktet Eunidia och familjen långhorningar.
Artens utbredningsområde är Kenya. Inga underarter finns listade i Catalogue of Life.